# 마루 마루 모리 모리!
《마루 마루 모리 모리!》(일본어: マル・マル・モリ・モリ!)는 일본의 음악 작품(대히트곡). 후지테레비에서 2011년에 제작한 드라마 마루모의 규칙의 주제가(엔딩곡)이다. 가수는 아시다 마나와 스즈키 후쿠가 참여했다. 제44회 일본유선대상 신인상 수상. 제62회 NHK 홍백가합전에 출장하는 기염을 토해냈다.

## 같이 보기
- 마루모의 규칙
- 카오루와 토모키, 때때로 무크.
  - 아시다 마나
  - 스즈키 후쿠